# IndyCar

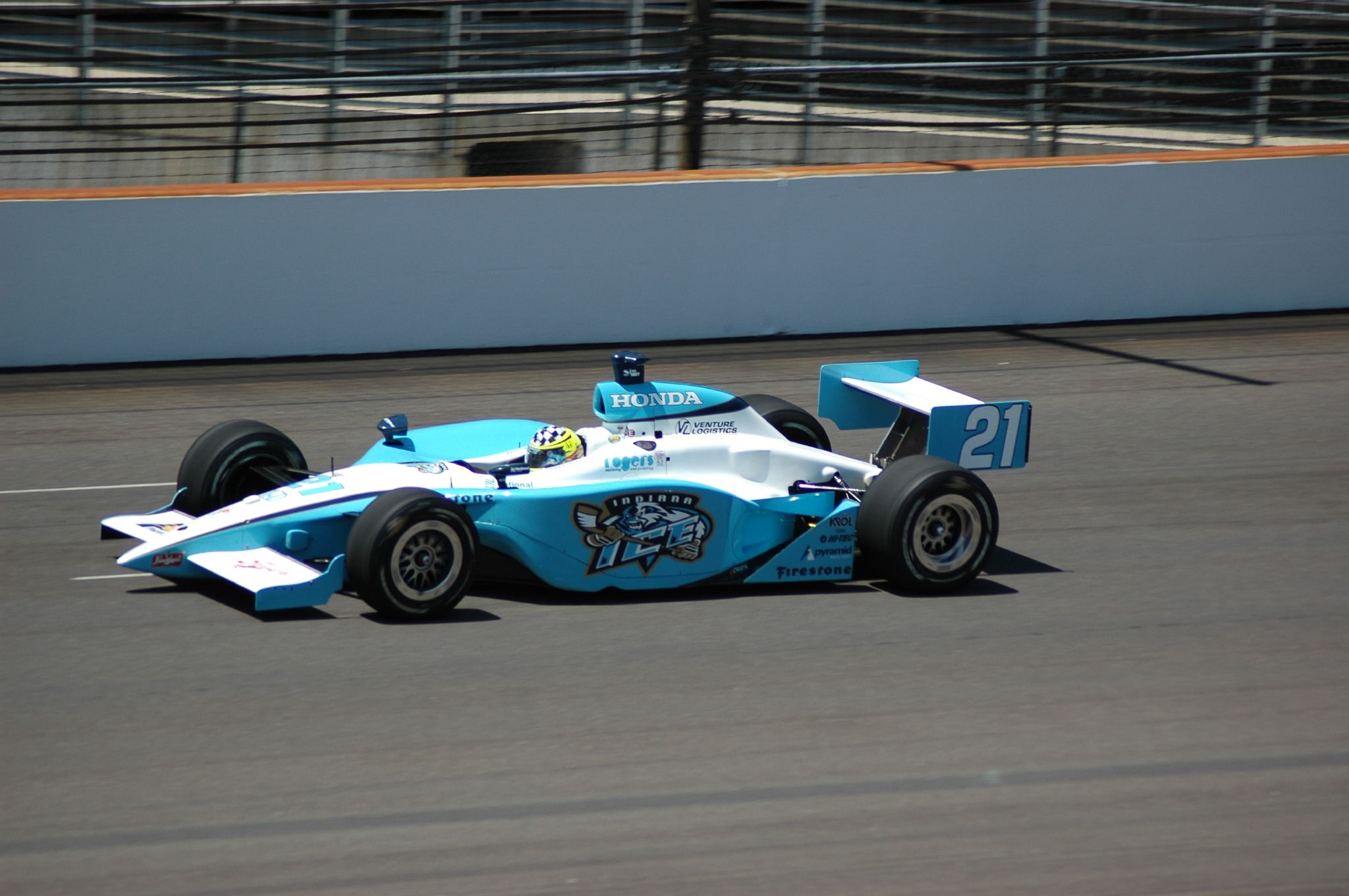
Foto uit 2007

IndyCar is een algemene naam die gebruikt wordt voor het belangrijkste formuleracingkampioenschap in de Verenigde Staten. De naam werd tussen 1979 en 1996 officieel gebruikt voor het Champ Car-kampioenschap en werd informeel gebruikt voor zijn voorloper, het kampioenschap georganiseerd door de United States Automobile Club. De naam IndyCar kent zijn oorsprong in de naam van de Indianapolis 500, die tijdens het Memorial Day-weekend gehouden wordt op de Indianapolis Motor Speedway.
In 1992 maakte de Indianapolis Motor Speedway een handelsmerk van de naam IndyCar en verleende een licentie aan CART, de organisatie achter het Champ Car-kampioenschap, dat de naam al gebruikte sinds zijn oprichting in 1979 als Indy Car Series en vanaf 1980 als IndyCar World Series.
Vanaf 1996 werd er door de eigenaars van de Indianapolis Motor Speedway een nieuwe raceklasse opgericht dat oorspronkelijk Indy Racing League heette en in 2003 omgedoopt werd tot de huidige IndyCar Series. De naam IndyCar was onderwerp van een rechtszaak, toen zowel het nieuwe kampioenschap als de eigenaars van de Champ Car het recht om de naam te gebruiken opeiste. Uiteindelijk werd er door beide partijen overeengekomen dat niemand de naam meer mocht gebruiken vanaf 1997 en dat de Indy Racing League de naam IndyCar vanaf 2003 opnieuw mocht gaan gebruiken. In 2003 werd het kampioenschap omgedoopt tot IndyCar Series en nadat dit kampioenschap in 2008 fuseerde met het noodlijdende Champ Car werd de IndyCar Series het enige overblijvende kampioenschap.
De naam Indy Racing League wordt nog steeds gebruikt als naam voor de overkoepelende organisatie die de IndyCar Series organiseert. Het organiseert tevens de opstapklassen Indy Lights en U.S. F2000.